# Euphorbia montenegrina
Euphorbia montenegrina är en törelväxtart som först beskrevs av Antonio Baldacci, och fick sitt nu gällande namn av Karl Franz Josef Malý. Euphorbia montenegrina ingår i släktet törlar, och familjen törelväxter. Inga underarter finns listade i Catalogue of Life.